# Малък Дервент
Вижте пояснителната страница за други значения на Дервент.
Малък Дервент (гръцки: Μικρό Δέρειο, Микро Дерио, катаревуса: Μικρό Δέρειον, Микро Дерион) е село в дем Софлу, Западна Тракия, Гърция, с 255 жители (2001).

## История
Малък Дервент е сред будните български села от долното поречие на река Марица. В настъпилия силен революционен подем преди Илинденско-Преображенското въстание в поробената част на Тракия, западно от река Марица, започва създаването на революционни комитети в редица български села. В Софлйско едно от българските села с революционен комитет е и Малък Дервент.
Преди Балканските войни село Малък Дервент е едно от големите български християнски села в района на Софлу и Димотика. В 1830 година Малък Дервент има 210 български къщи, в 1878 - 256, в 1912 - 220, а в 1920 - 180. В демографската статистиката на професор Любомир Милетич от 1912 година е посочено, че селото има 200 екзархийски български семейства.
През 80-те години на XIX век в селото функционира българско начално училище. През учебната 1886-1887 година в него се обучават 40 ученика В края на Първата световна война в селото преподават двама български учители - Александър Огнянов от Охрид и Мария Николова от Кукуш. През 1920 година броят на учениците в Малък Дервент е най-голям сред българските училища в Софлийско - те са 152.
При избухването на Балканската война в 1912 година един човек от Малък Дервент е доброволец в Македоно-одринското опълчение.
По време на гръцкото управление, след 1920 г., гробището на селото е унищожено, като надгробията са изкъртени и заровени в земята. Следи от тях, дори с кирилски надписи, се откриват в двора, при кулата до днешните гробища

## Редовни събития
В миналото в Малък Дервент на 20 юни ежегодно се е провеждал панаир, известен с пазара на едър и дребен добитък и на колониални стоки.

## Личности
Родени в Малък Дервент
- Ангел Попкиров (1881 - 1968), български революционер, деец на ВМОРО
- Чанко Атанасов Хасърджиев (? – 29.VIII.1907), член на ВМОРО, от 1904 година ръководител на революционния комитет в родното си село и същевременно районен началник на Софлийска околия[10]